# Gsieg - Obere Mähder
Gsieg - Obere Mähder este o arie protejată (arie specială de conservare — SAC, sit de importanță comunitară — SCI) din Austria întinsă pe o suprafață de 73,19 ha, integral pe uscat.

## Localizare
Centrul sitului Gsieg - Obere Mähder este situat la coordonatele 47°24′01″N 9°41′12″E / 47.4003°N 9.6868°E.

## Înființare
Situl Gsieg - Obere Mähder a fost declarat sit de importanță comunitară în iunie 2002 pentru a proteja 2 specii de plante și 34 de specii de animale. Situl a fost protejat și ca arie specială de conservare în august 2003.

## Biodiversitate
Situată în ecoregiunea alpină, aria protejată conține 6 habitate naturale: Pajiști cu Molinia pe soluri calcaroase, turboase sau argilos-nămoloase (Molinion caeruleae), Liziere de ierburi înalte hidrofile de câmpie și de nivel montan până la alpin, Fânețe de joasă altitudine (Alopecurus pratensis, Sanguisorba officinalis), Mlaștini turboase de tranziție și turbării mișcătoare, Depresiuni pe substraturi de turbă de Rhynchosporion, Mlaștini alcaline.
La baza desemnării sitului se află mai multe specii protejate:
- plante (2): Gladiolus palustris, moșișoare (Liparis loeselii)
- păsări (27): lăcar-de-mlaștină (Acrocephalus palustris), fâsă-de-câmp (Anthus campestris), fâsă de pădure (Anthus trivialis), cânepar (Carduelis cannabina), barză albă (Ciconia ciconia), erete de stuf (Circus aeruginosus), erete vânăt (Circus cyaneus), prepeliță (Coturnix coturnix), cristeiul de câmp (Crex crex), lăstun de casă (Delichon urbica), presură de stuf (Emberiza schoeniclus), șoimul rândunelelor (Falco subbuteo), vânturel roșu (Falco tinnunculus), becațină comună (Gallinago gallinago), rândunică (Hirundo rustica), sfrâncioc roșiatic (Lanius collurio), Locustella naevia, gușă albastră (Luscinia svecica), becațină mică (Lymnocryptes minimus), gaia neagră (Milvus migrans), gaia roșie (Milvus milvus), codobatura galbenă (Motacilla flava), culic mare (Numenius arquata), pietrar sur (Oenanthe oenanthe), mărăcinar (Saxicola rubetra), mărăcinar negru (Saxicola torquatus), nagâț (Vanellus vanellus)
- amfibieni (2): izvoraș-cu-burta-galbenă (Bombina variegata), triton cu creastă (Triturus cristatus)
- nevertebrate (5): Coenagrion mercuriale, fluturele auriu (Euphydryas aurinia), Phengaris nausithous, Phengaris teleius, Vertigo angustior

Pe lângă speciile protejate, pe teritoriul sitului au mai fost identificate 27 de specii de plante, 7 specii de păsări, 1 specie de amfibieni, 1 specie de mamifere, 41 de specii de nevertebrate.